# 比尤特瓦利鎮區 (北達科他州本森縣)
比尤特瓦利鎮區（英語：Butte Valley Township）是位於美國北達科他州本森縣的一個鎮區。

## 地方資料
比尤特瓦利鎮區的面積為93.12平方千米，當中陸地面積為92.45平方千米，而水域面積為0.67平方千米。根據2010年美國人口普查的數據，當地共有人口55人，而人口密度為每平方千米0.59人。